# Budal
Budal is een voormalige gemeente in de voormalige  provincie Sør-Trøndelag. De gemeente ontstond in 1879 als afsplitsing van de gemeente Støren. In 1964 fuseerde Budal met Støren, Singsås en Soknedal tot Midtre Gaudal. De parochiekerk van Budal uit 1754 staat in het dorp Enodden.